# 김공량
김공량(金公諒, 생몰년 미상)은 조선 중기의 문신이다. 본관은 수원, 호(號)는 산남(山南). 관직은 내수사별좌에 이르렀다.

## 가계
- 아버지: 김한우
- 어머니: 전주 이씨 (이효성(李孝性)의 딸, 효령대군의 후손)
  - 자형: 선조
  - 누나: 인빈 김씨

## 관련 작품
- 《임진왜란》 (1985년~1986년, 배우:오승룡)
- 《허준》 (1999년~2000년, 배우:최상훈)
- 《왕의 여자》 (2003년~2004년, 배우:김학철)
- 《구암 허준》 (2013년, 배우:유태웅)
- 《왕의 얼굴》 (KBS, 2014년~2015년, 배우:이병준)
- 《징비록》 (KBS, 2015년, 배우:김광영)

## 같이 보기
- 건저 문제